# Mattias Gustafsson
Mattias Gustafsson (Åkersberga, Švedska, 11. srpnja 1978.) je švedski rukometaš i nacionalni reprezentativac. Igra na poziciji pivota te je trenutno član njemačkog bundesligaša Lübbeckea.
Veliki dio karijere proveo je u skandinavskim klubovima (Švedska, Norveška i Danska) dok je od 2010. član njemačkog Lübbeckea.
Članom švedske rukometne reprezentacije je od svibnja 2000. te je s njome osvojio olimpijsko srebro na OI 2012. u Londonu.
27. lipnja 2009. oženio se za švedsku rukometašicu Madeleine Grundström.